# Madly in Anger with the World Tour
Madly in Anger with the World Tour è un tour del gruppo musicale statunitense Metallica, sostenuto dal 2003 al 2004 per la promozione del loro album St. Anger.

## Descrizione
Dopo la pubblicazione del disco, il gruppo apparve in alcuni festival e stadi per il Summer Sanitarium Tour 2003; furono i loro primi concerti al fianco del nuovo bassista, Robert Trujillo. Il 6 novembre 2003 aprirono un altro tour allo Yoyogi Taiikukan di Tokyo, conclusosi il 28 novembre 2004 all'HP Pavilion di San Jose, in California. Ad aprire i concerti furono i Godsmack. La nuova caratteristica di questo tour è stata che ogni show è stato registrato professionalmente e venduto su un sito apposito.
Dopo che il batterista Lars Ulrich si sentì male al Download Festival il 6 giugno 2004, fu sostituito da altri tra cui Dave Lombardo degli Slayer, Joey Jordison degli Slipknot e il collaboratore Flemming Larsen, tecnico della batteria.
Il tour ebbe molta popolarità soprattutto in Scandinavia, dove i Metallica riproposero in vari stadi molti brani del loro repertorio.
La varietà della scaletta durante il tour fu più grande che usuale per la band; ciò fu aiutato dalla riduzione delle canzoni di St. Anger durante i concerti, soprattutto in quelli dell'autunno 2004. Anche le rarità sono state suonate, così come anche molte canzoni di ...And Justice for All (Dyers Eve ne è un esempio), considerate in precedenza troppo difficili per essere suonate bene dal vivo. Gli ultimi concerti furono sostenuti nell'autunno del 2004.
Secondo Pollstar il Madly in Anger with the World è stato il quarto tour a più alti incassi del 2004, con 60,5 milioni di dollari in vendite di biglietti .